# 발루아의 성 펠릭스

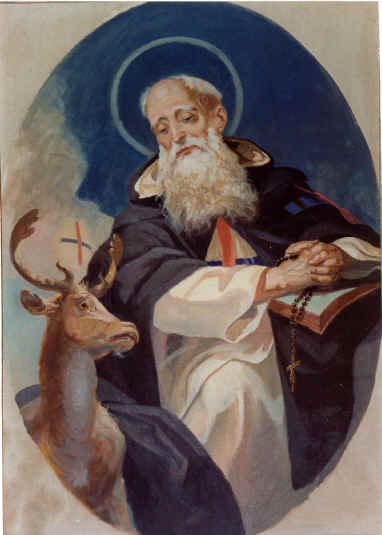

발루아의 성 펠릭스(Saint Felix of Valois, 1127년 4월 16일 ~ 1212년 11월 4일)는 삼위일체 수도회 공동 창설자 성인이며 은수자이다. 성인은 1666년 10월 21일 교황 알렉산데르 7세에 의해 시성이 되었으며 축일은 11월 4일이다. 파리에서 약 60Km 떨어진 세르푸아에서 은둔 생활을 하다가 마타의 성 요한의 방문으로 차차 삼위일체 수도회의 창설에 도움을 준다. (1189년) 이후, 세르푸아의 첫 삼위일체 수도원이 지어지고 나서 초대 미니스트로 (수도원장)으로 활동하다가 1212년 11월 4일 생을 마감하게 된다.

## 같이 보기
- 마타의 성 요한